# Torgeir Wethal
Torgeir Wethal (Oslo, gennaio 1947 – Herning, 27 giugno 2010) è stato un attore e regista norvegese della compagnia Odin Teatret.

## Biografia
Aderisce giovanissimo ad una compagnia teatrale, prima di trasferirsi in Danimarca all'età di 17 anni, quando incontra Eugenio Barba, regista e fondatore dell'Odin Teatret, cui si aggrega diciottenne e del quale da allora ha partecipato a tutti gli spettacoli. Celebre il suo film sul training con Ryszard Cieslak, attore di Jerzy Grotowski. Collabora con Barba rivestendo il ruolo di direttore di produzione. Ha diretto numerosi film interpretati dagli attori della compagnia. Con Else Marie Laukvik e Iben Nagel Rasmussen è uno dei tre componenti del nucleo originario dell'Odin Teatret ad essere rimasto nella compagnia fino alla sua morte.